# Yuliya Beygelzimer
Yuliya Beygelzimer, em ucraniano Юлія Марківна Бейгельзимер, (Donetsk, 20 de Outubro de 1983) é uma tenista profissional ucraniana. Já ocupou a posição de Nº 83 do ranking de simples da WTA. Em duplas ocupou a 56º posição do ranking em 2006.

## Vida pessoal
Filha de Emmanuil, pesquisador, e Victoria, engenheira, Yuliya foi apresentada ao esporte ainda com 7 anos de idade em um clube local de sua cidade. Sua mais memorável experiência foi ouvir o hino da Ucrânia quando ela ganhou o Campeonato Europeu de juniores em 2000.

## Títulos
| Legenda               |
| Grand Slam (0)        |
| WTA Championships (0) |
| ITF (36)              |
| WTA Tour (2)          |

### Simples (10)
| Nº  | Data             | Torneio  | Quadra         | Adversária da final | Resultado        |
| 1.  | 10 Julho 2001    | Sezze    | Saibro         | Romana Tedjakusuma  | 6-2, 6-3         |
| 2.  | 4 Fevereiro 2002 | Lecce    | Saibro Coberta | Eszter Molnar       | 6-2, 6-1         |
| 3.  | 24 Março 2002    | Amiens   | Saibro         | Amandine Dulon      | 7-5, 3-6, 6-3    |
| 4.  | 13 Maio 2002     | Szczecin | Saibro         | Alena Vaskova       | 2-6, 6-3, 6-3    |
| 5.  | 16 Março 2004    | Orange   | Dura           | Evgenia Linetskaya  | 6-3, 2-6, 6-2    |
| 6.  | 26 Setembro 2005 | Biella   | Saibro         | Giulia Gabba        | 6-2, 6-4         |
| 7.  | 2 Novembro 2005  | Minsk    | Grama Coberta  | Agnieszka Radwańska | 7-6(1), 6-1      |
| 8.  | 24 Julho 2006    | Pétange  | Saibro         | Kirsten Flipkens    | 5-7, 7-6(6), 6-4 |
| 9.  | 7 Novembro 2006  | Opole    | Grama Coberta  | Ana Vrljić          | 6-2, 6-0         |
| 10. | 27 Setembro 2010 | Helsinki | Dura Coberta   | Emma Laine          | 7-6(7), 6-0      |